# Коллежский секретарь
Колле́жский секрета́рь — гражданский чин X класса в Табели о рангах. Лица, его имеющие, занимали невысокие руководящие должности. Чин присваивался по окончании высших учебных заведений. Закончить службу в этом чине, означало прервать служебную карьеру на полдороге. Данный чин просуществовал до 1917 г.

## Соответствие армейским званиям
До 1884 года соответствовал чинам армии штабс-капитана и штабс-ротмистра, флота лейтенанта и казачьих войск подъесаула. После 1884 года чин коллежского секретаря соответствовал чинам армейского и кавалерийского поручика, казачьего сотника и флотского мичмана.

## Знаки различия
Петлицы или погоны чиновника имели три звёздочки диаметром 11,2 мм на одном просвете, там же крепилась эмблемка (арматура) служебного ведомства.

## В литературе
- роман "Обломов" И.А.Гончаров: главный герой Обломов дослужился до чина коллежского секретаря прежде чем ушёл в отставку
- роман "Обрыв" И.А.Гончаров: герой романа Райский, не сделавший ни гражданской, ни военной карьеры, остался прописан "отставным коллежским секретарём"
- поэма "Мёртвые души" Н.В.Гоголь: героиня романа Коробочка называлась коллежской секретаршей, так как она являлась вдовой коллежского секретаря
- пьеса "Свадьба Кречинского" А.В.Сухово-Кобылин: главный герой Кречинский представляется коллежским секретарём
- поэт А.С.Пушкин получил чин коллежский секретарь после окончания Императорского Царскосельского Лицея, и в этом же чине был отправлен в ссылку 1824 года с формулировкой "отставлен от службы"